# 北米東部熱波 (1896年)
北米東部熱波（ほくべいとうぶねっぱ）は1896年8月にニューヨーク、ボストン、ニューアーク、シカゴで10日続き、約1500人が死亡した熱波。
気温90 °F (32 °C)以上、多湿、ほぼ無風の日が10日間続いた。ニューヨークの気温は夜も72 °F (22 °C)以上で、3晩連続で80 °F (27 °C)以上を記録した。ニューヨーク徴兵暴動とシカゴ大火の合計より多くの死者を出し、多くは20代男性の肉体労働者だった。ニューヨーク州公共事業部は、労働のシフトが真昼に当たらないようにすることを求め、道行く人を涼めるため消火栓を開いた。ニューヨーク市警察理事のセオドア・ローズベルトは地元の警察署の氷を無料で配った。屋根で寝ていた人が転落死した後、同市警は公園で夜寝ることを認めた。

## 注
1. 1 2  “The Heat Wave Of 1896 And The Rise Of Roosevelt”. NPR. (2010年8月11日) 2010年8月25日閲覧。
2. 1 2 3  Edward P. Kohn (2010). Hot Time in the Old Town: The Great Heat Wave of 1896. Basic Books. ISBN 0-465-01336-8
3. ↑  “Prostration and Death”. Boston Globe. (1896年8月12日) 2012年3月9日閲覧。
4. ↑  Armstrong, Henry E. (1936年8月9日). “Visitation of August, 1896, Caused 564 Deaths in the New York City Zone”. The New York Times 2010年8月30日閲覧。